# Littoraria angulifera

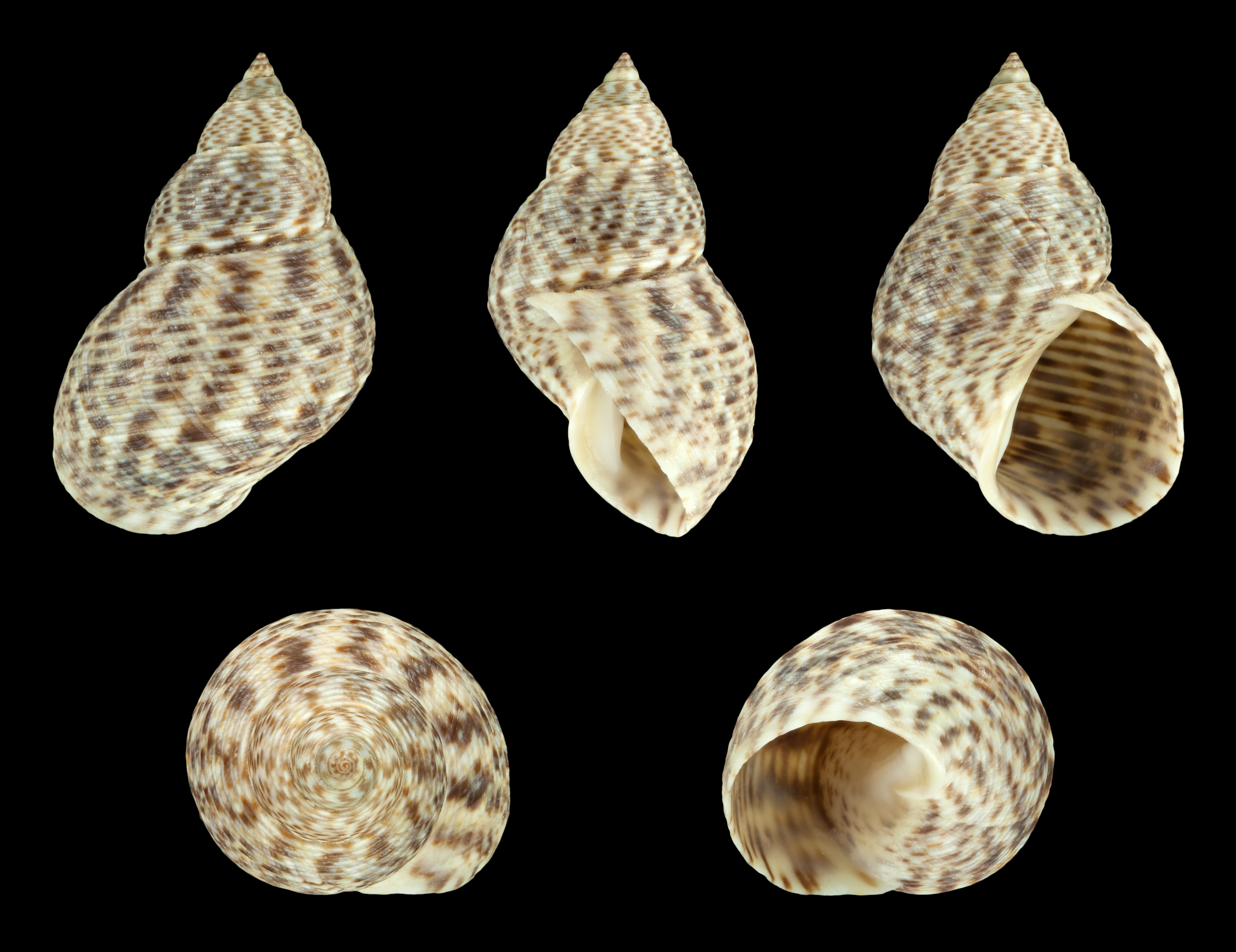

Littoraria angulifera (denominada, em inglês, mangrove periwinkle ou angulate periwinkle; em castelhano, caracol de manglar) é uma espécie de molusco gastrópode marinho litorâneo do oeste do oceano Atlântico, pertencente à família Littorinidae, no passado nomeada no gênero Littorina. Foi classificada por Jean-Baptiste de Lamarck em 1822, como Phasianella angulifera, na obra Histoire naturelle des animaux sans vertèbres, présentant les caractères généraux et particuliers de ces animaux, leur distribution, leurs classes, leurs familles, leurs genres, et la citation des principales espèces qui s'y rapportent; précédée d'une introduction offrant la détermination des caractères essentiels de l'animal, sa distinction du végétal et des autres corps naturel; enfin, l'exposition des principes fondamentaux de la zoologie. Tome septième. Sua presença está associada a áreas estuarinas com manguezais; sendo a única espécie de gastrópode do manguezal que ocupa as folhas, desde galhos mais inferiores até cerca de 2 metros de altura.

## Descrição da concha e hábitos
Concha de espiral cônica e moderadamente alta, com 6 a 8 voltas e atingindo de 3 a 4 centímetros, quando desenvolvida; de coloração castanha a amarelada; decorada com faixas onduladas e oblíquas de várias cores e esculpida com linhas espirais finas; às vezes com manchas na borda interna do lábio externo.

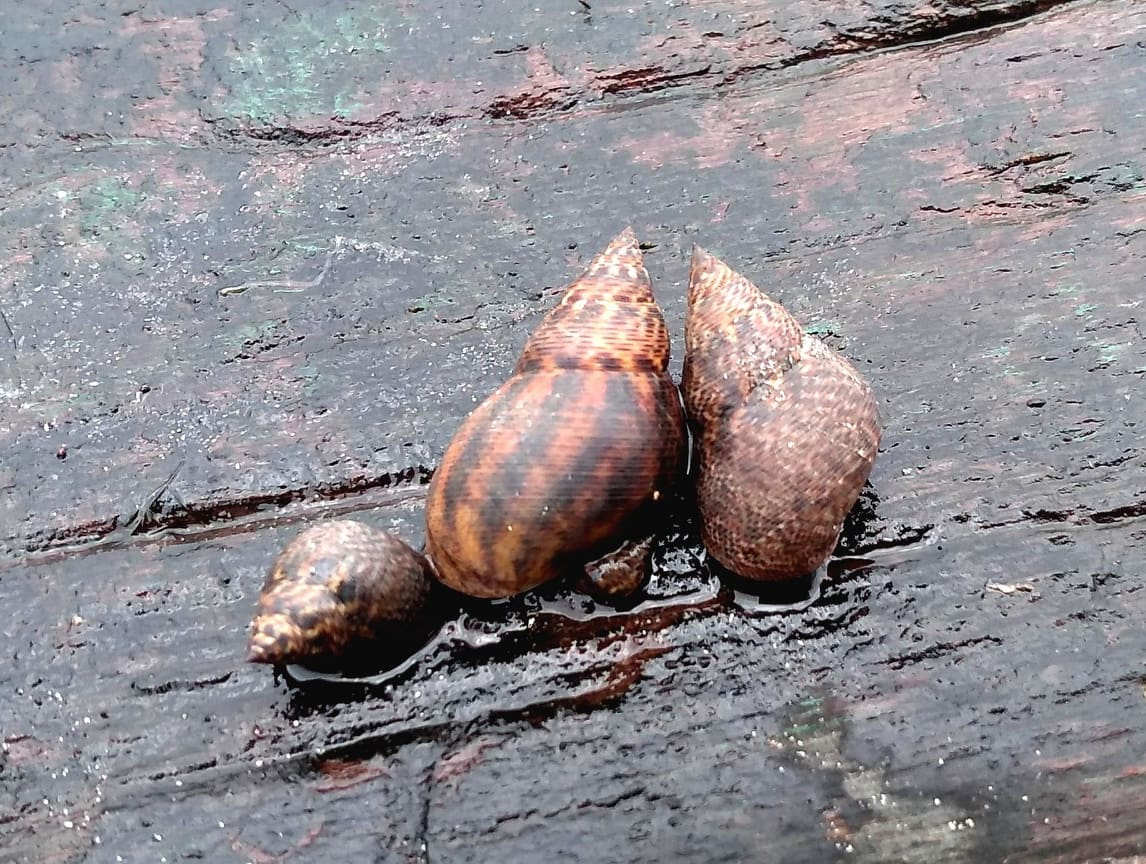
Conchas de L. angulifera (Lamarck, 1822)[1], com seus indivíduos aderidos a uma madeira em estuário do litoral do Guarujá; praia do Perequê, região sudeste do Brasil.

É encontrada em águas rasas, principalmente em árvores de manguezais, expostas às ondas da zona entremarés e aderidas às suas raízes, troncos, caules e folhas. Os animais da família Littorinidae se alimentam de substâncias vegetais. Esses moluscos se alimentam predominantemente de algas e fungos que crescem sobre o caule do mangue-vermelho (Rhizophora mangle); mas também podem ser encontrados sobre o mangue-branco (Laguncularia racemosa) e plantas do gênero Avicennia.

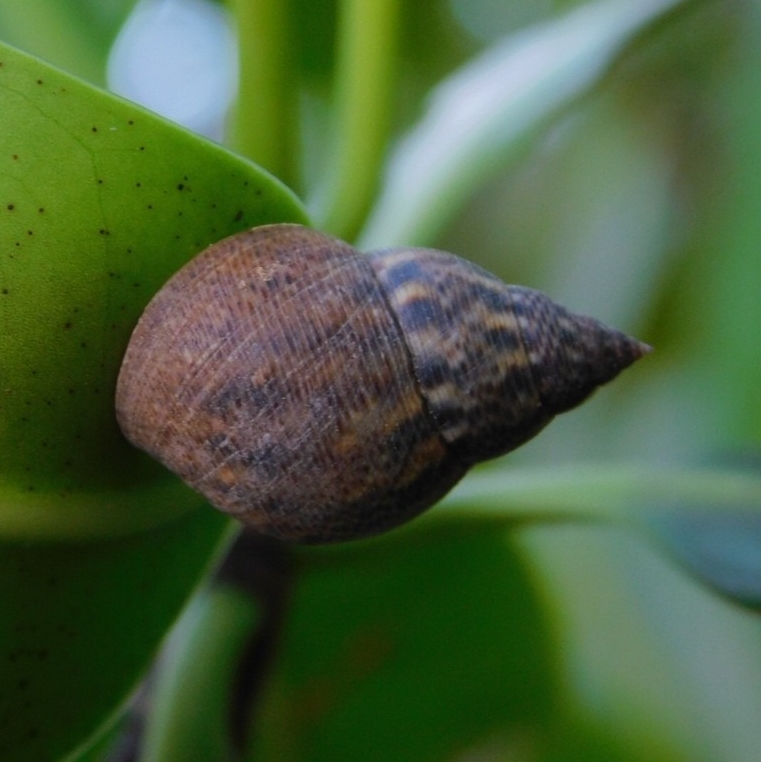
Concha de L. angulifera (Lamarck, 1822)[1], com seu indivíduo sobre vegetação em estuário do litoral da Flórida; cidade de Hollywood.

## Distribuição geográfica
Littoraria angulifera ocorre da Flórida e Texas, nos Estados Unidos, até o mar do Caribe, incluindo costas da Venezuela e Suriname, no norte da América do Sul; e pela costa nordeste e sudeste brasileira, do Ceará até São Paulo e no arquipélago de Abrolhos. Pode ser encontrada nos sambaquis brasileiros, sendo uma espécie comestível.

A espécie L. angulifera tem como habitat as águas tropicais de estuários da região leste das Américas, da Flórida, Estados Unidos, até a região sudeste do Brasil, em São Paulo (em vermelho).[7]

## Taxonomia
No século XX esta espécie, denominada Littorina scabra angulifera, esteve classificada como subespécie da espécie Littoraria scabra (Linnaeus, 1758), nativa dos manguezais da região do Indo-Pacífico.